# فرودگاه سلتر
فرودگاه سلتر (به انگلیسی: Seletar Airport) یک فرودگاه غیرنظامی همگانی با کد یاتا XSP است که یک باند فرود آسفالت دارد و طول باند آن 1836 متر است. این فرودگاه در کشور سنگاپور قرار دارد و در ارتفاع 11 متری از سطح دریا واقع شده است.